# Trinity Rodman

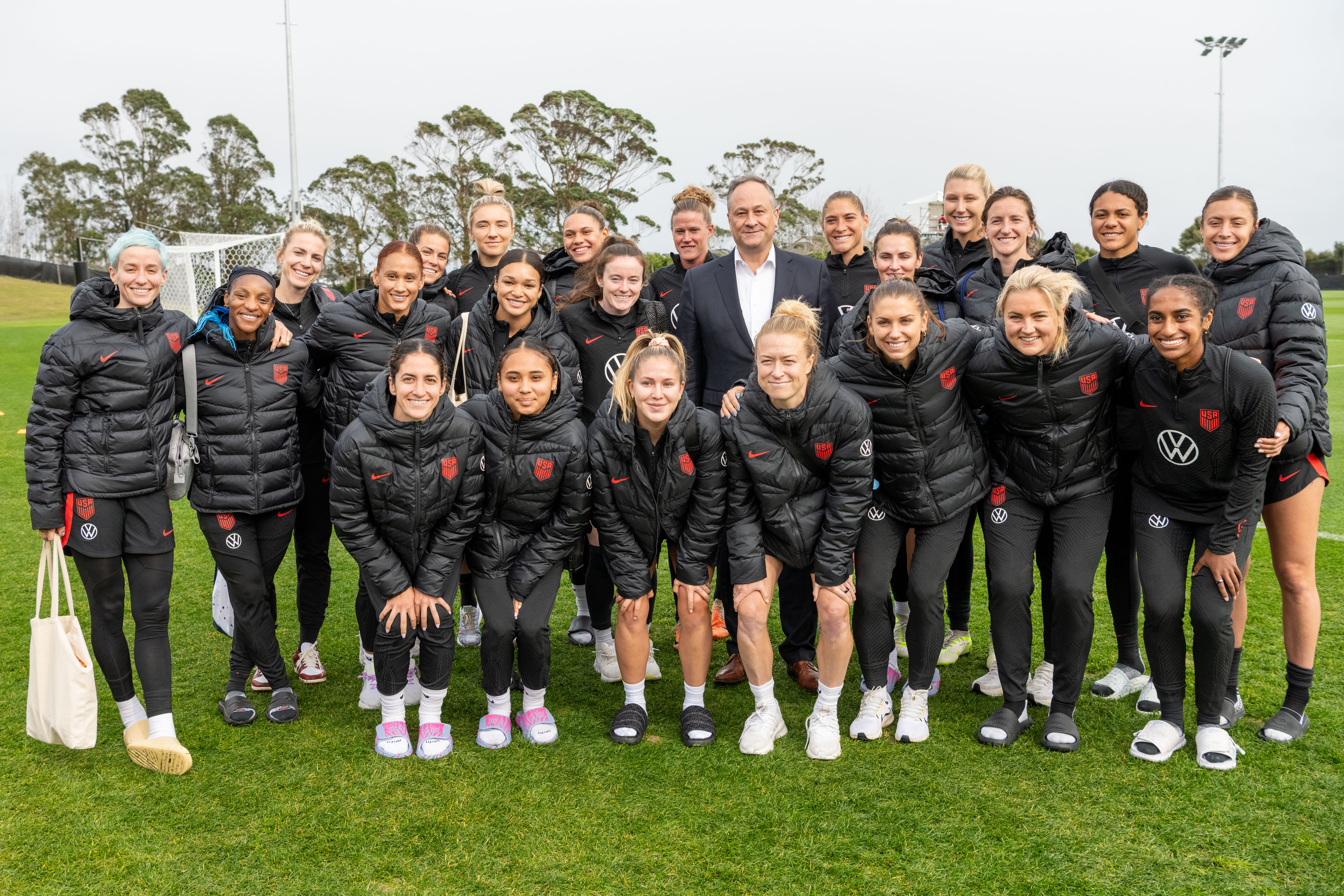
Equipe féminine de football américaine

Trinity Rodman, née le 20 mai 2002 à Newport Beach aux États-Unis, est une joueuse internationale américaine de football.
Elle évolue en tant qu'attaquante pour le Spirit de Washington en National Women's Soccer League (NWSL), le championnat des États-Unis féminin. Plus jeune joueuse sélectionnée dans l'histoire de la NWSL, elle est élue Rookie of the Year de la saison 2021.
Trinity Rodman est sélectionnée pour la première fois en équipe nationale en janvier 2022.

## Biographie
Trinity Rodman naît le 20 mai 2002. Son père est l'ancien joueur de basket-ball Dennis Rodman, considéré comme l'un des meilleurs défenseurs et rebondeurs de l'histoire de la NBA et sa mère est Michelle Moyer,.
Elle est sélectionnée en deuxième position de la draft 2021 de la NWSL par le Spirit de Washington,. Plus jeune joueuse sélectionnée de l'histoire, elle devient également au mois d'avril la plus jeune buteuse du championnat à 18 ans et 325 jours,. Elle est élue Rookie of the Year (meilleure recrue) de la saison 2021 remportée par son équipe.
En janvier 2022, elle est sélectionnée en équipe nationale pour un stage de dix jours à Austin au Texas.
Début février, elle signe une prolongation de contrat de plus d'un million de dollars sur trois saisons avec sa franchise de Washington, ce qui fait d'elle la joueuse la mieux payée de l'histoire de la ligue féminine américaine de soccer.
Sélectionnée parmi les 20 finalistes pour le Ballon d'or 2022, Trinity Rodman fait partie des deux seules joueuses nommées qui n'évoluent pas en Europe.
En 2023, elle fait partie des 23 joueuses sélectionnées par Vlatko Andonovski pour participer à la coupe du monde qui a lieu en Australie  et en Nouvelle-Zélande du 20 juillet au 20 août.

## Palmarès

### Avec lesÉtats-Unis
- Championne olympique en 2024